# عقد 950

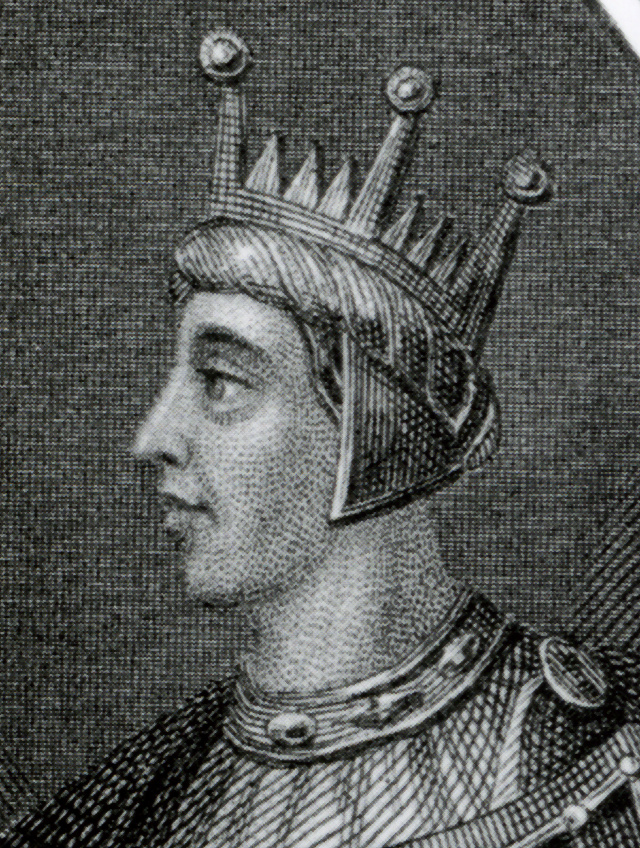
رسم لصورة الملك إيدريد، توفي في عام 955.

عقد 950 هو عقد امتد بين 1 يناير 950 و31 ديسمبر 959 بحسب التقويم الميلادي. سبقه عقد 940 ولحقه عقد 960.

## أحداث
- معركة الربان (958)
- معركة مرعش (953)

## مواليد
- ابن بابك (951)
- العزيز عماد الدين عثمان (955)
- إبراهيم بن سعيد النحوي (951)
- إسماعيل بن عباد (955)
- فلاديمير الأول (958)
- أبو بكر الكرجي (953)
- ياروبولك الأول (955)
- صاعد بن محمد الاستوائي (954)
- محرز بن خلف (951)
- أحمد بن علي الباغائي (956)
- أوتو الثاني (955)

## وفيات
- راميرو الثاني ملك ليون (951)
- إيدريد ملك إنجلترا (955)
- ليودولف، دوق شوابيا (957)
- سونير كونت برشلونة (950)
- أبو إبراهيم الفارابي (951)
- أبو العيش أحمد بن كنون (954)
- ثاؤفانيوس (956)
- لويس الرابع ملك فرنسا (954)
- المسعودي (956)
- هيو العظيم (956)
- تودا النافارية (958)
- أبو القاسم الزجاجي (952)

## كتب
- Yves Denis Papin (1998). Chronologie de l'histoire ancienne. Lieu de publication non identifié: Éditions Jean-paul Gisserot. ISBN:2-87747-346-5. OCLC:40746926. مؤرشف من الأصل في 2022-03-16.
- موسوعة حضارة العالم (2002) لأحمد محمد عوف.

## روابط خارجية
- تصفح سنة بسنة عقد 950 على موقع onthisday.com
- تصفح سنة بسنة عقد 950 ابتداءً من سنة عقد 950 على موقع المكتبة الوطنية الفرنسية